# Jacques Frémin
Pour les articles homonymes, voir Frémin.
Jacques Frémin (né le 12 mars 1626 à Reims - mort le 20 juillet 1691 à l’Hôtel-Dieu de Québec) était un religieux et missionnaire jésuite français du XVIIe siècle. 

## Biographie
Fils de Jacques Frémyn (1583-1636), contrôleur des tailles, et d'Élisabeth Lespagnol, Jacques Frémin appartenait à une des meilleures familles rémoises. Son frère aîné épousa la tante de saint Jean-Baptiste de La Salle.
Religieux de la Compagnie de Jésus, il fut envoyé au Canada où il arriva le 12 août 1655. Il vécut parmi les Iroquois et y établit une mission en 1666. Comme il possédait le dialecte des Hurons et des Onondagues, ainsi que des Mohawks, cela lui donna une grande influence sur ces peuples. Il baptisa par milliers des Algonquins et des Hurons. En 1668, il fut envoyé dans le pays des Sénèques, où il fut reçu avec tous les honneurs. On lui doit la conversion de plusieurs milliers d’Indiens. Confesseur des hospitalières de Québec en 1683, il mourut en odeur de sainteté à l’Hôtel-Dieu de Québec le 20 juillet 1691.